# Ludovic Gotin
Ludovic Gotin (ur. 25 lipca 1985 w Les Abymes) – gwadelupski piłkarz występujący na pozycji napastnika. Zawodnik klubu CS Moulien.

## Kariera
Ludovic Gotin zawodową karierę rozpoczynał w 2005 roku w występującym w I lidze Gwadelupy w klubie CS Moulien. W latach 2005–2006 Gotin występował we Francji w piątoligowym klubie CS Avion.
W 2006 powrócił do CS Moulien i występuje w nim do chwili obecnej. Z Moulien dwukrotnie zdobył mistrzostwo Gwadelupy w 2009 i 2011 oraz Puchar Gwadelupy w 2008.

## Kariera reprezentacyjna
W reprezentacji Gwadelupy Gotin zadebiutował w 2006. W 2007 uczestniczył w Złotym Pucharze CONCACAF. Na turnieju w USA Gwadelupa zajęła wraz z Kanadą trzecie miejsce, a Gotin był rezerwowym i nie wystąpił w żadnym meczu. W 2009 po raz drugi uczestniczył w Złotym Pucharze CONCACAF. W turnieju wystąpił w dwóch meczach z Nikaraguą (bramka) oraz Meksykiem (czerwona kartka). W 2011 po raz trzeci uczestniczył w Złotym Pucharze CONCACAF. Na turnieju wystąpił w meczu z USA.